# Айртон Коста
А́йртон Енрі́ке Ко́ста (ісп. Ayrton Enrique Costa; нар. 12 липня 1999, Кільмес) — аргентинський футболіст, захисник клубу «Бока Хуніорс».

## Клубна кар'єра
Почав займатися футболом в академії клубу «Індепендьєнте», до якої приєднався 2015 року. 6 грудня 2020 року дебютував за основний склад «Індепендьєнте» в матчі Кубка Професіональної ліги проти клубу «Дефенса і Хустісія». 15 грудня 2020 року продовжив контракт з «Індепендьєнте» до грудня 2022 року.
22 квітня 2021 року дебютував в Південноамериканському кубку в матчі проти болівійського клубу «Гуабіра». 3 жовтня 2021 року в поєдинку проти клубу «Велес Сарсфілд» дебютував в аргентинській Прімері, в якому також забив свій перший гол за «Індепендьєнте».
9 червня 2022 року на правах оренди перейшов в «Платенсе» строком на 18 місяців. 5 липня дебютував за «Платенсе» в матчі Прімери проти «Індепендьєнте». Вже 16 липня в поєдинку Прімери проти «Арсеналу» (Саранді) забив свій перший гол за «Платенсе». Всього за час оренди провів за «Платенсе» 18 матчів, в яких відзначився 2 м'ячами.
1 лютого 2023 року продовжив контракт з «Індепендьєнте» до грудня 2025 року.
2 липня 2024 року перейшов у бельгійський клуб «Антверпен», підписавши чотирирічний контракт. Сума трансферу становила 2,5 млн євро. 28 липня дебютував за нову команду, вийшовши в стартовому складі матчу Ліги Жупіле проти «Шарлеруа».
16 січня 2025 року повернувся до Південної Америки, підписавши трирічний контракт із «Бока Хуніорс». Сума трансферу становила близько 3,5 млн євро. 23 січня 2025 року дебютував за нову команду в матчі Кубка Аргентини проти «Аргентіно» (Монте Маїс), вийшовши в стартовому складі.

## Статистика виступів
Станом на 15 лютого 2025 
| Клуб              | Сезон             | Чемпіонат         | Чемпіонат | Чемпіонат | Кубок | Кубок | Континентальні | Континентальні | Інші  | Інші | Всього | Всього |
| Клуб              | Сезон             | Дивізіон          | Матчі     | Голи      | Матчі | Голи  | Матчі          | Голи           | Матчі | Голи | Матчі  | Голи   |
| ----------------- | ----------------- | ----------------- | --------- | --------- | ----- | ----- | -------------- | -------------- | ----- | ---- | ------ | ------ |
| Індепендьєнте     | 2020              | Прімера Дивізіон  | 0         | 0         | 2     | 0     | 0              | 0              | 0     | 0    | 2      | 0      |
| Індепендьєнте     | 2021              | Прімера Дивізіон  | 6         | 1         | 7     | 0     | 4              | 0              | 0     | 0    | 17     | 1      |
| Індепендьєнте     | 2022              | Прімера Дивізіон  | 0         | 0         | 1     | 0     | 1              | 0              | 0     | 0    | 2      | 0      |
| Індепендьєнте     | 2023              | Прімера Дивізіон  | 24        | 1         | 6     | 0     | 0              | 0              | 0     | 0    | 30     | 1      |
| Індепендьєнте     | 2024              | Прімера Дивізіон  | 0         | 0         | 11    | 1     | 0              | 0              | 0     | 0    | 11     | 1      |
| Індепендьєнте     | Всього            | Всього            | 30        | 2         | 27    | 1     | 5              | 0              | 0     | 0    | 62     | 3      |
| → Платенсе        | 2022              | Прімера Дивізіон  | 18        | 2         | 0     | 0     | —              | —              | —     | —    | 18     | 2      |
| Антверпен         | 2024–25           | Про-ліга          | 15        | 0         | 1     | 0     | 0              | 0              | 0     | 0    | 16     | 0      |
| Бока Хуніорс      | 2025              | Прімера Дивізіон  | 6         | 0         | 1     | 0     | 0              | 0              | 0     | 0    | 7      | 0      |
| Всього за кар'єру | Всього за кар'єру | Всього за кар'єру | 69        | 2         | 29    | 1     | 5              | 0              | 0     | 0    | 103    | 3      |

1. 1 2 3  Матчі в Кубку Професіональної ліги
2. 1 2  Матчі в Південноамериканському кубку
3. ↑  5 матчів в Кубку Професіональної ліги, 1 матч в Кубку Аргентини
4. ↑  9 матчів в Кубку Професіональної ліги, 2 матчі в Кубку Аргентини
5. ↑  Голи в Кубку Професіональної ліги